# آنا وود (هنرپیشه)
آنا وود (انگلیسی: Anna Wood؛ زادهٔ ۳۰ دسامبر ۱۹۸۵) هنرپیشه اهل ایالات متحده آمریکا است. وی از سال ۲۰۰۹ میلادی تاکنون مشغول فعالیت بوده‌است.
از فیلم‌ها یا برنامه‌های تلویزیونی که وی در آن نقش داشته‌است می‌توان به ان‌سی‌آی‌اس: لس آنجلس، همسر خوب، مد من، برادران و خواهران، و تاریخچه اشاره کرد.